# Noyau glacigène
Pour les articles homonymes, voir noyau.

Quatre méthodes de nucléation des cristaux de glace.

Un noyau glacigène, glaciogène ou glaçogène est tout grain de matière qui favorise la formation de cristaux de glace dans l’atmosphère terrestre. Il en existe deux types : le noyau de congélation, qui permet la transformation des gouttes d'eau surfondue en grains de glace, et le noyau de condensation solide qui permet la déposition de la vapeur d'eau contenue dans l'air directement en glace,.
Les noyaux glacigènes sont des centres de nucléation qui ont un rôle important dans la physique des nuages et dans le déclenchement de la foudre. L'ensemencement des nuages par des noyaux de condensation, tels l’iodure d'argent, est un moyen de modifier la quantité et le type de précipitations provenant d'un nuage.

## Principe
La pression partielle est difficile à vaincre pour créer des cristaux de glace à partir d'eau surfondue dans de l'air sans impuretés, celle-ci peut rester liquide jusque vers −40 °C (congélation homogène). De même, les molécules de vapeur d'eau doivent avoir un support sur lequel se déposer (condensation par contact). Les noyaux glacigènes ont une structure cristalline similaire à celle de la glace qui favorise le changement à l'état solide dans les deux cas à partir de −10 °C (congélation par immersion et déposition).
Plusieurs types d’aérosols peuvent servir de noyaux, certains naturels et d'autres provenant de l'activité humaine. Ils incluent les cristaux de glace déjà présents dans l’atmosphère, la suie, les cendres volcaniques, les rejets des réacteurs qui conduisent à la formation de traînées de condensation, les matières organiques, les minéraux et les sulfates. Chacun de ces aérosols a des propriétés de nucléation différentes.